# آلبرت اسنوک هورخونیه
آلبرت اسنوک هورخونیه (هلندی: Albert Snouck Hurgronje; ۳۰ مهٔ ۱۹۰۳ – ۲۸ ژوئن ۱۹۶۷) بازیکن فوتبال اهل هلند بود.
وی همچنین در تیم ملی فوتبال هلند بازی کرده‌است.